# معركة جزيرة رينيل

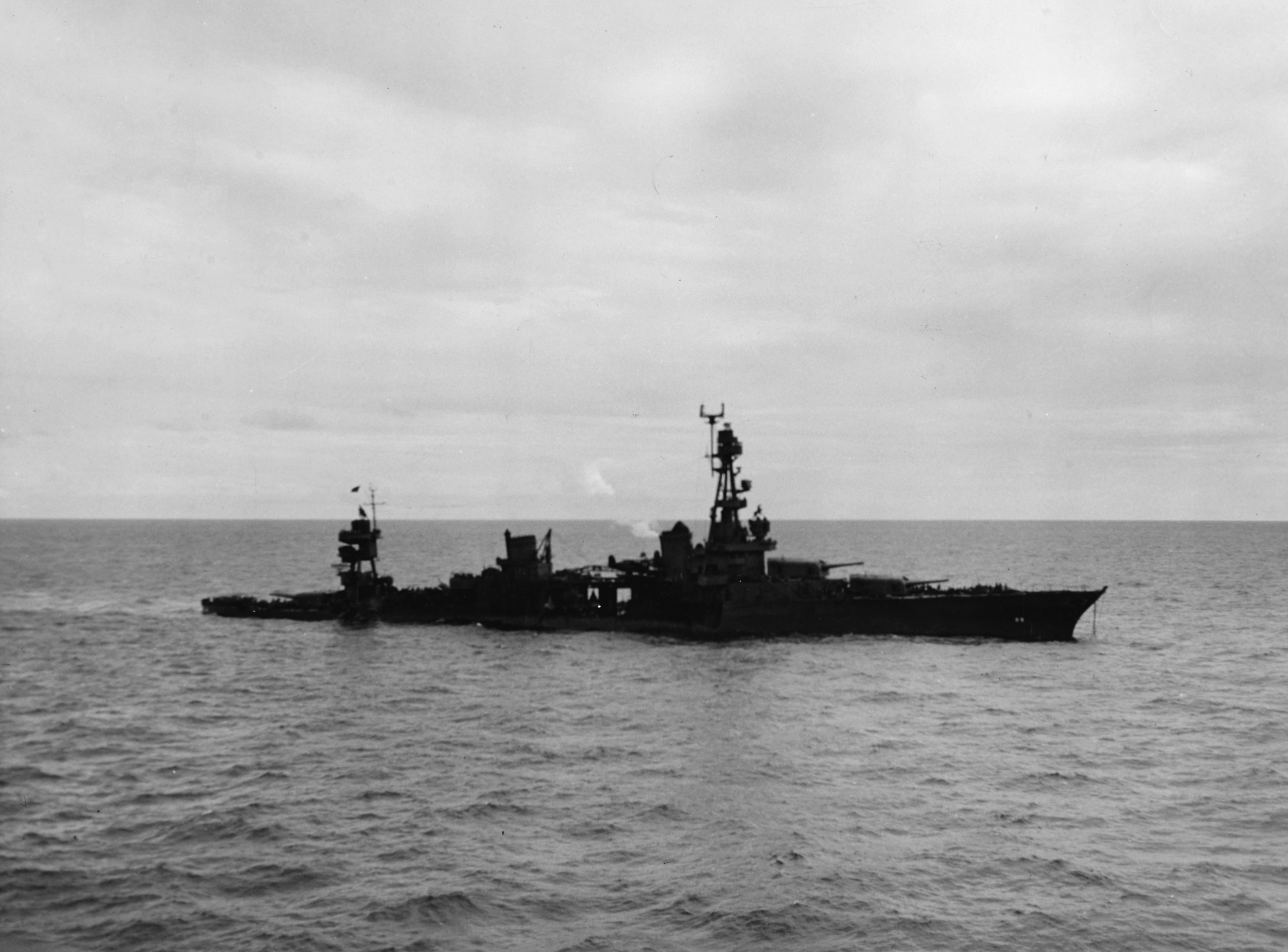
الطراد الأمريكي الثقيل يو إس إس شيكاغو أثناء غرقه في صباح 30 يناير 1943 متأثرًا بإصابته بطوربيدات يابانية أثناء معركة جزيرة رينيل في الليلة السابقة

معركة جزيرة رينل (بالإنجليزية: Battle of Rennell Island، وباليابانية: レンネル島沖海戦) هي معركة بحرية وقعت أحداثها يومي 29 و30 يناير 1943، وكانت آخر اشتباك بحري بين البحرية الأمريكية والبحرية الإمبراطورية اليابانية أثناء حملة جوادالكانال في الحرب العالمية الثانية. وقعت المعركة في جنوب المحيط الهادئ بين جزيرتي رينل وجوادالكانال في جنوب أرخبيل سليمان.
وقعت المعركة عندما قامت قاذفات الطوربيد اليابانية بعدة هجمات استهدفت السفن الأمريكية المتمركزة جنوب جزيرة جوادالكانال ـ في محاولة منها لحماية الإجلاء المنتظر للقوات اليابانية من الجزيرة ـ ليومين متتاليين.
كان الهدف من وجود السفن الأمريكية قرب جوادالكانال مزدوجًا:
1. مهاجمة أي سفن يابانية تقع في مرمى نيرانها
2. حماية سفينة نقل تابعة للحلفاء كانت تحمل قوات جديدة إلى المنطقة

أسفرت المعركة عن نجاح الهجمات الجوية اليابانية في إغراق طراد أمريكي ثقيل وإلحاق إصابات جسيمة بمدمرة وإجبار بقية القوة البحرية الأمريكية على الانسحاب من منطقة جنوب جزر سليمان. وقد كان ذلك النجاح من أسباب تمكن اليابانيين من إتمام إجلاء بقية قواتهم من جوادالكانال في 7 فبراير 1943، لتسقط الجزيرة في أيدي الحلفاء وينتهي القتال من أجل هذه الجزيرة.